# 蓝利皮亚吉农村居民点
蓝利皮亚吉农村居民点（俄语：Синелипяговское сельское поселение）是俄罗斯联邦沃罗涅日州下杰维茨克区所属的一个农村居民点。其下辖有6个居民点，行政中心为蓝利皮亚吉。据2016年统计，该农村居民点的人口为1616人。